# HATENA
「HATENA」（ハテナ）は、PENGUIN RESEARCHの楽曲で、自身2作目の配信シングル。2020年4月20日にSACRA MUSICから配信された。

## 概要
表題曲は、Webアニメ『ガンダムビルドダイバーズRe:RISE』2nd Seasonオープニングテーマとなっている。

## 収録曲
1. HATENA [3:29]
  - 作詞・作曲：堀江晶太、編曲：堀江晶太、PENGUIN RESEARCH

## 収録アルバム
| 曲名   | 収録アルバム                                         | 発売日         |
| ------ | ---------------------------------------------------- | -------------- |
| HATENA | 『ガンダムビルドダイバーズ THE BEST』                | 2020年12月23日 |
| HATENA | 『逆光備忘録』                                       | 2023年5月10日  |
| HATENA | 『「ガンダムビルドシリーズ」10周年 BEST Collection』 | 2023年11月29日 |